# 南郷城 (肥後国)
南郷城（なんごうじょう）は、熊本県阿蘇郡南阿蘇村にあった日本の城（中世の山城）。

## 概要
熊本県阿蘇郡南阿蘇村久石字上駄原の城山の尾根筋、標高524m、北麓からの比高約98mの高所に位置する。山頂部分は長円状の平坦地で土塁が一部に残り、山腹の平坦地も含め、急斜面に囲まれる。
南北朝時代の初期、北朝方に属する阿蘇氏の坂梨孫熊丸ら庶子連合軍が南郷城に立てこもった。後に阿蘇惟澄は坂梨父子を討ち、当城を回復した。天正12年（1584年）に島津氏が南郷へ侵攻すると、阿蘇方の長野城主・長野惟久が南郷城に入って戦い、敗死している。